# Festival di Zurigo 1967
Questa pagina raccoglie i dati relativi all'edizione del Festival di Zurigo del 1967.

## La manifestazione
I cantanti sono diretti da vari direttori d'orchestra (indicati dalle case discografiche in gara). Le 18 canzoni vengono sottoposte al giudizio di 10 giurie per la proclamazione del brano vincente con l'attribuzione del trofeo "Aquila D'Oro". Ospite d'onore della manifestazione è la cantante Gigliola Cinquetti

## Partecipanti in ordine di uscita
- Diego Pepe: Lunedì (Negri-Verdecchia-Beretta); Bentler
- Graziella Caly: Ti voglio (Locatelli-Caly-Vercelli); BDM
- Lionello: Se ognuno di noi (Farassino-Cordara); Saint Martin Record
- Ljupka: Ragazzi ya la la (Saleri-Rinaldi-Odorici); Magic
- Lella Greco: Ora tu puoi ridere (Censi-Zanin-Scala); CGO
- Piergiorgio Farina: L'amore è come il sole (P.&.N. Orlandi); BDM
- Gli Scorpioni: Ragazza mia (Nobile-Serengay); Bentler
- Luisa Casali: Il momento della verità (Mazza-Pace-Panzeri); Fox
- Gino Santercole: La lotta dell'amore (Santercole-Beretta-Del Prete); Clan Celentano
- Vanna Scotti: Ragazzo di ieri (Barimar-Chiosso); Bentler
- Gian Belmondo: Non dare retta (Saulle-Ingrosso); La Sonor
- Barbara Lory: Farò come te (Testa-Amadesi-Martini); Saint Martin Record
- Fiammetta: Ricordare o dimenticare (Mogol-Soffici); Mini
- Luciano Tajoli: Torna a cantare (Calabrese-Sentieri); CAR Juke Box
- Aura D'Angelo: Non mi devi niente (Phaltan-Capuano) - Durium
- Giorgio Bristol: Chi... mi aiuterà (Negri-Verdecchia-Beretta-Massapaoli); Bentler
- Lolita: La mia vita non ha domani (Beretta-Chiaravalle-De Paolis); Magic
- Joe Sentieri: Il mio paese (Fiorentini-Sentieri); CAR Juke Box

## Classifica
1. Lolita: La mia vita non ha domani (Beretta-Chiaravalle-De Paolis) - Magic
2. Joe Sentieri: Il mio paese (Fiorentini-Sentieri) - CAR Juke Box
3. Aura D'Angelo: Non mi devi niente (Phaltan-Capuano) - Durium

## Numero di cantanti per casa discografica
- Bentler: 4 cantanti
- Magic: 2 cantanti
- Saint Martin Record: 2 cantanti
- CGO: 1 cantante
- Fox: 1 cantante
- BDM: 2 cantanti
- Clan Celentano: 1 cantante
- La Sonor: 1 cantante
- Mini: 1 cantante
- CAR Juke Box: 2 cantanti
- Durium: 1 cantante